# أريسا كوكس
أريسا كوكس هي إذاعية وممثلة كندية، ولدت في 7 ديسمبر 1978 في تورونتو في كندا.

## أعمال

### أفلام
- معسكر الروك 2: الحفل الختامي[6]

## وصلات خارجية
- الموقع الرسمي
- أريسا كوكس على موقع IMDb (الإنجليزية)
- أريسا كوكس على موقع قاعدة بيانات الفيلم (الإنجليزية)